# Bazoges-en-Pareds
Bazoges-en-Pareds est une commune française située dans le département de la Vendée, en région Pays de la Loire.
Ses habitants sont les Bazogeais.

## Géographie
Bazoges-en-Pareds est situé à l'est du département, entre les plaines de Vendée et le « Haut-Bocage » vendéen.
L'altitude allant de 37 mètres à 122 mètres sur le massif granitique de la commune, l'altitude moyenne est de 75 mètres,.
Le territoire municipal s’étend sur 3 389 hectares. Il est majoritairement constitué de terres agricoles (cultures, prés) et compte trois bois de petite taille.
La commune est parcourue par trois cours d'eau : le Grand Lay, qui sert de limite occidentale et alimente le lac de Rochereau ; le Loing, affluent du Lay qui parcourt la commune d'est en ouest sur 12 km ; l'Arkanson, affluent du Loing qui limite la commune au sud sur 9 km. Plusieurs autres ruisseaux alimentent le bassin du Loing et celui du Lay.
Le sol est granitique au nord du Loing (la moitié nord de la commune), et calcaire au sud. La partie granitique se signale par la présence de plusieurs petits cours d'eau qui créent de petites vallées encaissées typiques du Bocage vendéen. À l'inverse la partie calcaire fait partie de la petite plaine de Chantonnay et constitue un plateau limité par les rivières Loing et Arkanson.
| Sigournais     | Chavagnes-les-Redoux Tallud-Sainte-Gemme | Mouilleron-en-Pareds (Mouilleron-Saint-Germain) |
| Chantonnay     | Bazoges -en Padeds                       | Saint-Maurice-le-Girard                         |
| La Jaudonnière | La Caillère-Saint-Hilaire                | Thouarsais-Bouildroux                           |

### Climat
Pour des articles plus généraux, voir Climat des Pays de la Loire et Climat de la Vendée.
En 2010, le climat de la commune est de type climat océanique franc, selon une étude du CNRS s'appuyant sur une série de données couvrant la période 1971-2000. En 2020, Météo-France publie une typologie des climats de la France métropolitaine dans laquelle la commune est exposée à un climat océanique et est dans la région climatique  Bretagne orientale et méridionale, Pays nantais, Vendée, caractérisée par une faible pluviométrie en été et une bonne insolation. 
Pour la période 1971-2000, la température annuelle moyenne est de 12 °C, avec une amplitude thermique annuelle de 14,4 °C. Le cumul annuel moyen de précipitations est de 845 mm, avec 12,4 jours de précipitations en janvier et 6,6 jours en juillet. Pour la période 1991-2020, la température moyenne annuelle observée sur la station météorologique de Météo-France la plus proche, « Sainte Gemme la Plaine_sapc », sur la commune de Sainte-Gemme-la-Plaine à 24 km à vol d'oiseau, est de 13,0 °C et le cumul annuel moyen de précipitations est de 809,1 mm,. Pour l'avenir, les paramètres climatiques de la commune estimés pour 2050 selon différents scénarios d'émission de gaz à effet de serre sont consultables sur un site dédié publié par Météo-France en novembre 2022.

## Urbanisme

### Typologie
Au 1er janvier 2024, Bazoges-en-Pareds est catégorisée commune rurale à habitat dispersé, selon la nouvelle grille communale de densité à sept niveaux définie par l'Insee en 2022.
Elle est située hors unité urbaine. Par ailleurs la commune fait partie de l'aire d'attraction de Chantonnay, dont elle est une commune de la couronne,. Cette aire, qui regroupe 10 communes, est catégorisée dans les aires de moins de 50 000 habitants,.

### Occupation des sols
L'occupation des sols de la commune, telle qu'elle ressort de la base de données européenne d’occupation biophysique des sols Corine Land Cover (CLC), est marquée par l'importance des territoires agricoles (95,8 % en 2018), une proportion sensiblement équivalente à celle de 1990 (96,3 %). La répartition détaillée en 2018 est la suivante : 
terres arables (57,4 %), zones agricoles hétérogènes (25,2 %), prairies (13,3 %), forêts (2,3 %), zones urbanisées (1,7 %), eaux continentales (0,1 %). L'évolution de l’occupation des sols de la commune et de ses infrastructures peut être observée sur les différentes représentations cartographiques du territoire : la carte de Cassini (XVIIIe siècle), la carte d'état-major (1820-1866) et les cartes ou photos aériennes de l'IGN pour la période actuelle (1950 à aujourd'hui).

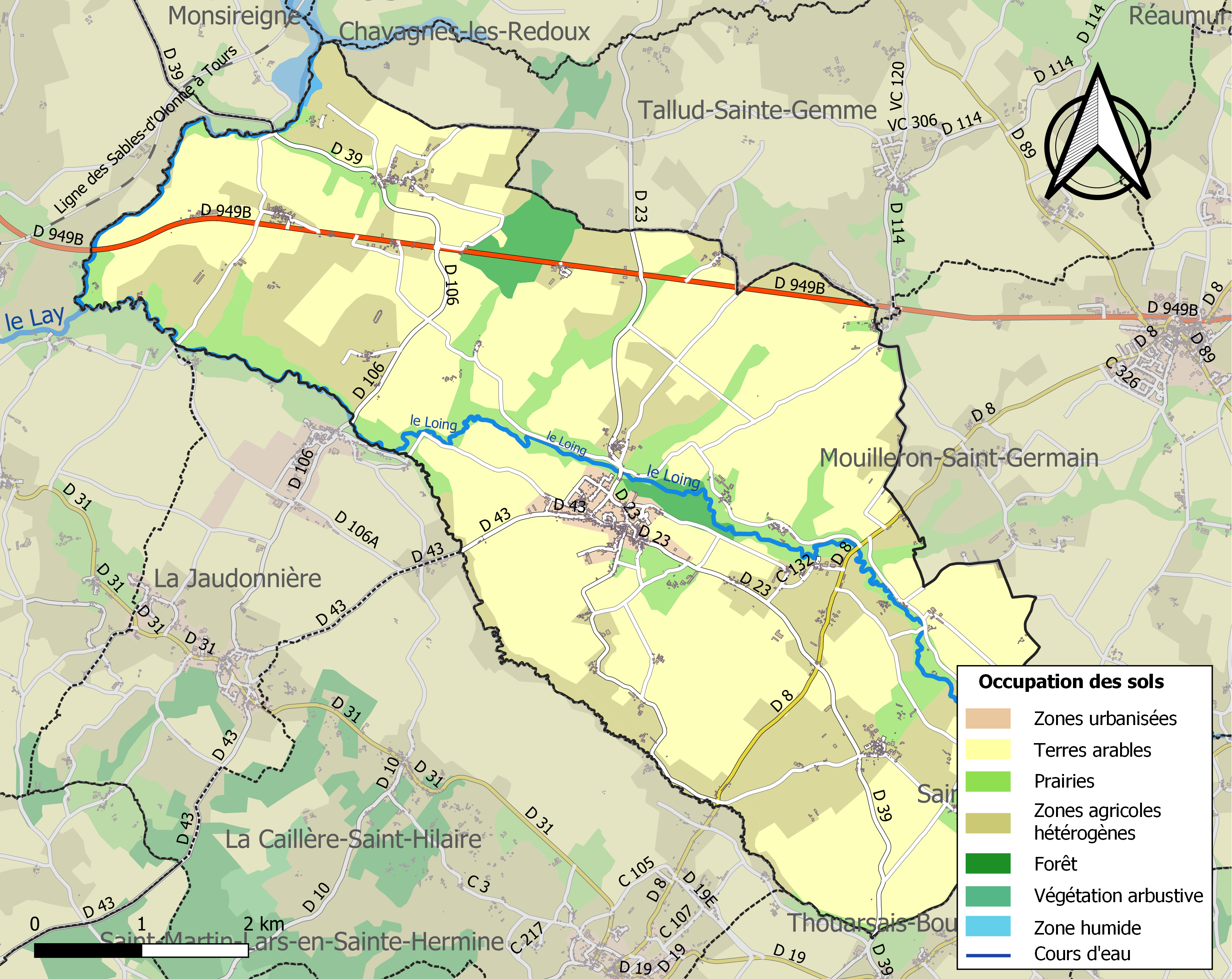
Carte des infrastructures et de l'occupation des sols de la commune en 2018 (CLC).

## Toponymie
Pareds est le nom d'une ancienne cité gallo-romaine, Altoparedum (aujourd'hui sur la commune de la Jaudonnière), siège d'un archidiaconé entre le IIIe siècle et le Concordat de 1801 qui a donné son nom à plusieurs communes de l'est vendéen.
Plusieurs étymologies ont été proposées pour Bazoges. La plus courante veut que le nom vienne du latin basilica, lieu où se rendait la justice, ainsi que le mentionne les frères Parfaict dès 1730 : « il suffit de remarquer que tous les lieux qui s'appellent dans les textes latins basilica ont porté en français depuis plusieurs siècles les noms de Bazoche, Bazoge, ou Bazouges. Or le premier usage que les Romains aient fait du terme basilica a été pour désigner les auditoires spacieux où les Préteurs rendaient la justice ». Il faut cependant souligner que parmi tous les Bazoges, Bazoches et autres Bazouges, aucun n'a livré de vestiges d'une telle installation.
Dans ses travaux sur les paroisses vendéennes écrits sous la monarchie de Juillet, l'abbé Aillery donne une autre origine à Bazoges. Il fait remarquer qu'en patois poitevin le lieu s'appelle « Badauges », et que plusieurs sources écrivent Bazauges. L'ecclésiastique fait alors un rapprochement entre Bazauges et des noms poitevins comme Tiffauges, Pouzauges, ou l'ancien comté d'Herbauges. Le suffixe auge, qui vient du latin ager, « le champ », renvoie au pays, au territoire. Bazoges serait donc le « pays de Badius ». Ce deuxième mot désigne en latin une couleur proche du rouge, le bai. Or l'abbé Aillery fait remarquer que la terre de Bazoges a une couleur plutôt rouge.
En poitevin, la commune est appelée Badàujhe-en-Parai.

## Histoire
Le territoire de la commune est occupé dès le Néolithique comme en témoignent les nombreux mégalithes recensés, toujours visibles (Pierre-Levée des Landes, Pierre-Folle des Cous et Ciste des Cous) ou désormais détruits (Pierre-Rousse, dolmen de Pulteau). Plusieurs objets (haches, outils, poteries) ont été découverts sur la commune.

### Moyen Âge
La première fortification médiévale apparaît près du hameau du Plessis-Bouchard, aux alentours du Xe siècle. Occupée jusqu'au milieu du XIIIe siècle, cette motte castrale trouve son origine dans la lutte contre les raids des Normands, qui remontent le Grand Lay jusque dans le Haut Bocage vendéen.
En 1056, un premier seigneur de Bazoges est mentionné : Thibaut Luneau. Ses descendants possèdent la seigneurie jusque vers 1380. À cette date, c'est Jehan Girard qui est seigneur de Bazoges-en-Pareds ; c'est lui qui fait construire le Donjon. La famille des Girard gouverne Bazoges pendant deux siècles. Ses membres, également seigneurs de terres comme Moricq, la Guignardière, et une vingtaine d'autres seigneuries, sont parmi les plus proches conseillers des rois de France : Régnault Girard (vers 1400-1463) est ambassadeur de Charles VII en Écosse, en Bretagne et en Aragon, son fils Joachim est écuyer de la Dauphine (Marguerite Stuart). Régnault puis son fils Joachim apparaissent régulièrement au sein du conseil royal : leurs signatures sont portées sur plusieurs actes de Charles VII et de Louis XI. Après l'assassinat de Jean III Girard en 1563, Bazoges revient à la famille des Poussard, marquis de Fors et du Vigean. Elle appartient ensuite aux Baudéan de Parabère (1670-1769) puis aux Carré de Candé. L'ancienne « haute justice, terre, seigneurie, château, fort et forteresse » de Bazoges appartient aujourd'hui à la commune. Au moins à partir de 1380, les seigneurs de Bazoges sont des vassaux directs des barons de Vouvant (ils l'étaient peut être avant mais les sources ne l'indiquent pas).
En parallèle, plusieurs petites seigneuries se développent sur le territoire de l'actuelle commune : Puymain (dès 1076), Pulteau (1218), Velaudin (milieu du XIIIe siècle), etc. Au total, on dénombre une trentaine de châteaux, logis et maisons nobles sur Bazoges, la plupart situées sur les bords des rivières Loing et Arkanson.
L'église de Bazoges-en-Pareds, sous le patronage de Notre-Dame, est mentionnée en 1056, puis donnée en 1090 à l'abbaye de Maillezais. Un prieuré est également mentionné entre 1200 et 1789 ; le prieur comme le prêtre-curé sont nommés par l'abbé de Maillezais. En 1305 le prieuré reçoit la visite de Bertrand de Goth, archevêque de Bordeaux et élu pape quelques mois plus tard sous le nom de Clément V. L'église n'a gardé du XIe siècle qu'une partie du clocher et une nef. Elle a été agrandie au XVe siècle ou au début du XVIe, par une chapelle seigneuriale gothique, une seconde nef et un chœur. L'édifice était compris dans l'enceinte du château et en partie fortifiée : une archère-canonnière dans les murs de la chapelle seigneuriale, une dizaine de trous de fusillades, principalement sur la face nord, celle ouverte sur le bourg.

### L'époque moderne
Les protestants furent nombreux dans la paroisse (jusqu'à 20 % de la population selon les rapports des curés locaux). Entre 1563 et 1652, les Poussard, seigneurs de Bazoges, pratiquent la religion réformée. De nombreux nobliaux locaux sont également convertis (les Prévost de Velaudin, les Thomas des Rambaudières, les Béreau de Durchamps, etc.). En 1594, le château de Bazoges est assiégé par une troupe de la Ligue catholique commandée par Don Alonzo ; les renforts du seigneur des Roches-Baritaud et de la cavalerie royale de Fontenay mettent en déroute les assaillants, dont le chef reste sur place, tué d'un coup de lance. Le culte est pratiqué dans une grange sous la direction du pasteur de Mouilleron. Les réunions clandestines et les prêches « au désert » sont nombreux dans la région après la révocation de l'édit de Nantes : une assemblée rassemble 1 200 personnes à Belouze, sur les bords du Loing, en 1696.
De nombreux moulins à eau et à vent sont recensés sur la commune, dès le début du XVIe siècle (moulin de Belouze en 1512). Ils sont majoritairement situés sur le cours du Loing en amont du bourg de Bazoges, et dépendaient directement des seigneurs locaux.

### Révolutionetguerre de Vendée
Bazoges fait partie des paroisses vendéennes qui se soulèvent en mars 1793, mais elle est à la limite sud de la zone insurgée. Elle reste déclarée « commune occupée par les rebelles » jusqu'au début de 1795. Plusieurs Bazogeais ont péri lors des combats, notamment à Pont-Charron en mai 1793 ; quatre ont été guillotinés, et un fusillé pour appartenance à un cercle royaliste.
Le 30 janvier 1794, la commune est parcourue par la Colonne Infernale du général Duval et de l'adjudant-général Prévignaud. 27 paysans sont tués dans la cour du château de Pulteau, qui est pillé et incendié ; l'église et le bourg sont livrés aux flammes. Il est impossible de dresser la liste des habitants morts ou partis entre 1793 et 1796, mais on estime que la commune perd entre 10 et 30 % de sa population. Des combats locaux auront encore lieu en 1797 et en 1800 (le régisseur de Pulteau est tué lors d'une attaque de « brigands », après avoir tué un assaillant).

### Période contemporaine
Bazoges se remet doucement des destructions subies lors des guerres de Vendée. L'église est restaurée à plusieurs reprises : 1823, 1860 et 1958-1952. Pendant tout le XIXe siècle, la commune est prospère, les marchands assez nombreux : épiciers, regrattiers, etc., au total une vingtaine de commerce pour 1 900 habitants en moyenne tout au long du siècle. Les artisans (meuniers, sabotiers, forgerons, quelques tisserands, etc) aussi. On compte cinq foires annuelles à la fin du siècle. La production locale est surtout agricole : céréales et fruits, ainsi que des bovins qui se vendent ensuite sur les foires de Fontenay-le-Comte.
Lors de la guerre franco-prussienne de 1870-1871, les Bazogeaises confectionnent des « charpies », pansements regroupés en trois centres (Velaudin, Pulteau et le bourg) avant d'être envoyé vers les hôpitaux militaires. Un seul Bazogeais est blessé lors de ce conflit, mais il rentre au pays en vie. La première Guerre mondiale fauche quant à elle 84 Bazogeais…
Lors de la Seconde Guerre mondiale, un seul Bazogeais perdit la vie. La commune fut occupée de juin 1940 à août 1944, même si à partir de juin 1941 les soldats étaient presque tous partis pour le front est. On recense plusieurs actes de résistance, comme ce meunier de Belouze condamné à voir son moulin et sa boulangerie fermés parce qu'il achetait et revendait sa marchandise sur le marché noir. En août 1944, un convoi ferré allemand empruntant le pont ferroviaire de Frogère fut détruit par une charge explosive.

## Héraldique
Le blason de la commune renvoie à un blason souvent figuré dans le donjon et l'église. Portant une série de six fleurs de lys (trois orientées vers le haut, les trois autres vers le bas), il apparait notamment dans les salles d'apparat, sur des cheminées et sur le dossier du banc seigneurial de l'église. On ne sait pas à qui appartenait ce blason. Le donjon d'or figurant sur le blason municipal rappelle le monument le plus célèbre de la commune. 
| Blason | Blasonnement : « D'azur au donjon du lieu d'or, surmonté d'une trangle du même fleur-de-lysée de trois pièces des deux côtés. » |

## Lieux et monuments
- Pierre-Levée des Landes, dolmen classé au titre des monuments historiques en 1927[21].
- Nécropole des Cous, site classé au titre des monuments historiques en 1959[22].

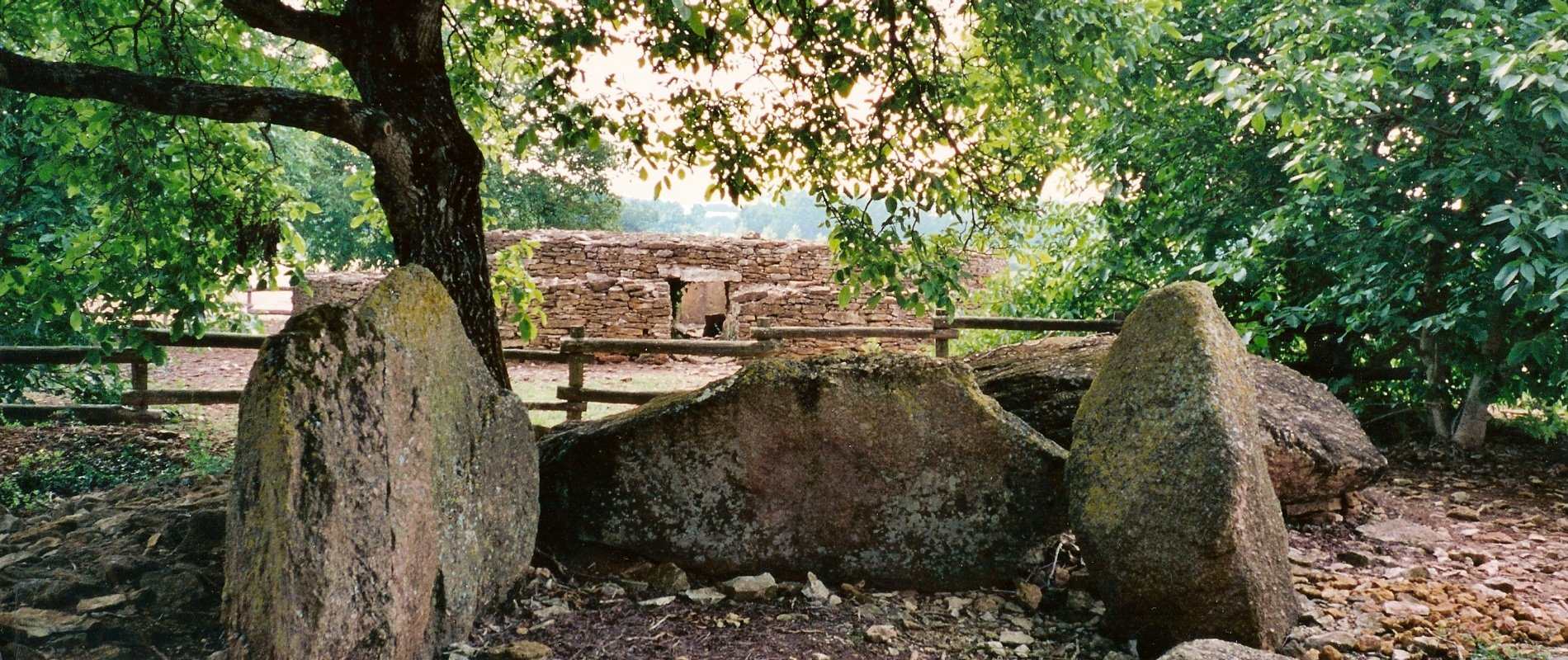
Nécropole des Cous.
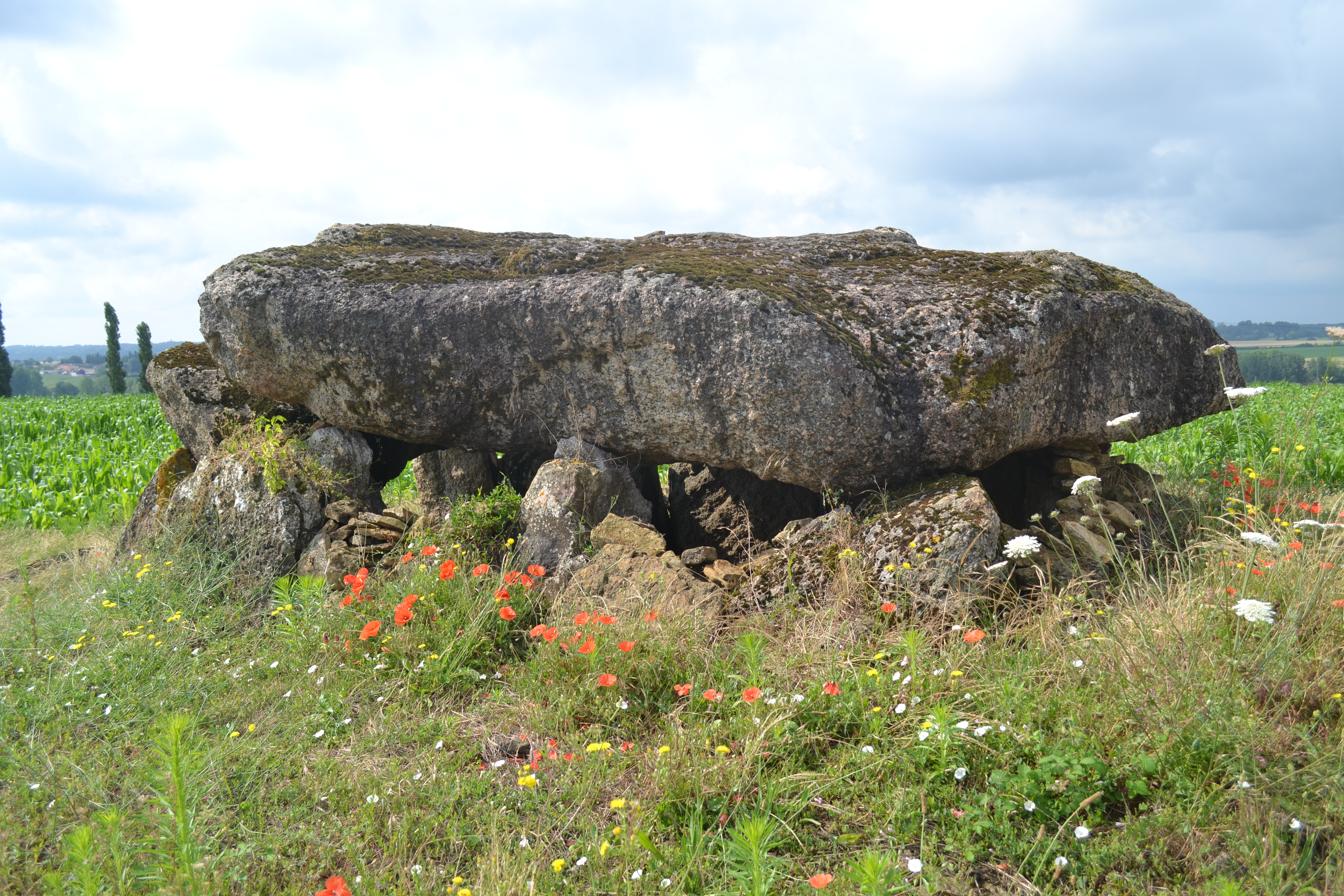
Pierre-Levée des Landes.

- Retranchement féodal du Plessis-Bouchard, motte castrale avec fossés et enceintes inscrite aux monuments historiques en 1991[23].
- Donjon de Bazoges-en-Pareds, donjon du XIVe siècle avec fossés et remparts, inscrits aux monuments historiques en 1927[24].
- Pigeonnier du XVIe siècle, fuie de 1980 boulins en très bon état de conservation, inscrite aux monuments historiques en 2003[24].
- Église Notre-Dame de l'Assomption, inscrite aux monuments historiques en 2003[24]. Église catholique romaine composée de deux nefs romanes (l'une du XIe l'autre du XVe siècle), d'un clocher en coupole sur trompe, d'une chapelle seigneuriale gothique dotée de culs-de-lampe armoriés, d'un chœur (XVe siècle) dans lequel se trouve toujours le dossier du banc seigneurial blasonné, de fonts baptismaux (1763) et de vitraux et d'un maître autel de 1962.
- Chapelle catholique romaine Notre-Dame de la Giraudlière, construite en 1885.
- Musée d'art et de traditions populaires, installé dans une ferme du XVIIIe siècle aux pieds du donjon.
- De nombreux châteaux, logis et maisons nobles parsèment la commune : château XVIIIe de Pulteau avec son orangerie, logis vendéen (XVIe – XVIIe siècles) de Velaudin, la Martinière, la Maison Neuve, Durchamps, etc., maisons nobles de la Jarrie, Puymain, le Paliron, etc., au total une trentaine de lieux (qualifié pour la plupart dans les sources de « maison noble » ou « hostel et herbergement »).
- Un patrimoine vernaculaire important : trois moulins à vent (Les Mazes, Moulin Chiron et Moulin Garnier), plusieurs moulins à eau (Les Mazes, la Villeneuve, Badeau, Belouze, etc.), lavoirs (La Touche, la Fambretière) et petits monuments religieux (calvaire de Sainte-Marie, arceau de la Belle-Croix, une dizaine de crucifix monumentaux).
- Lac de Rochereau, retenue d'eau (127 ha), aire de loisirs et circuits de randonnée.

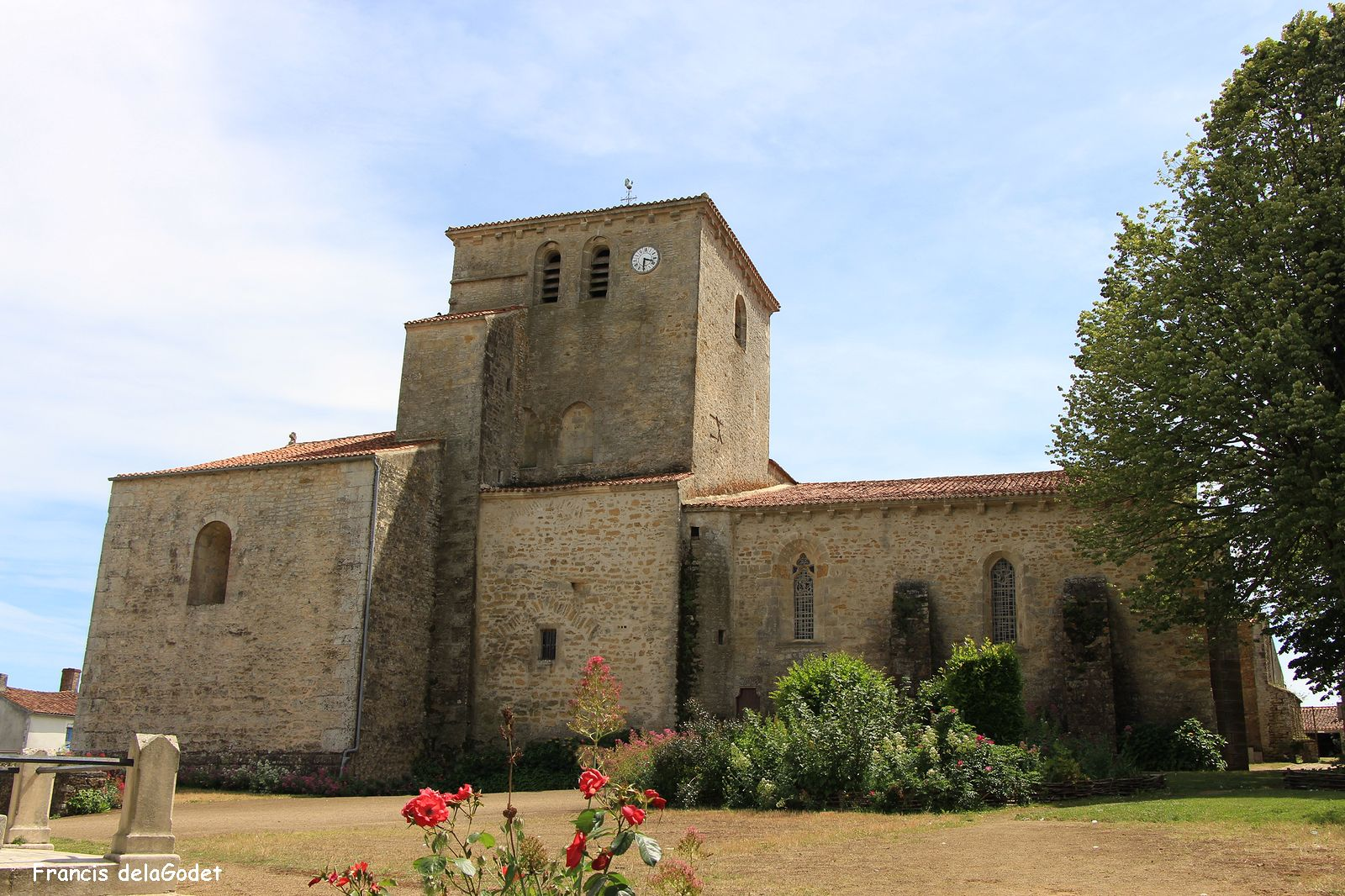
Église Notre-Dame-de-l'Assomption.
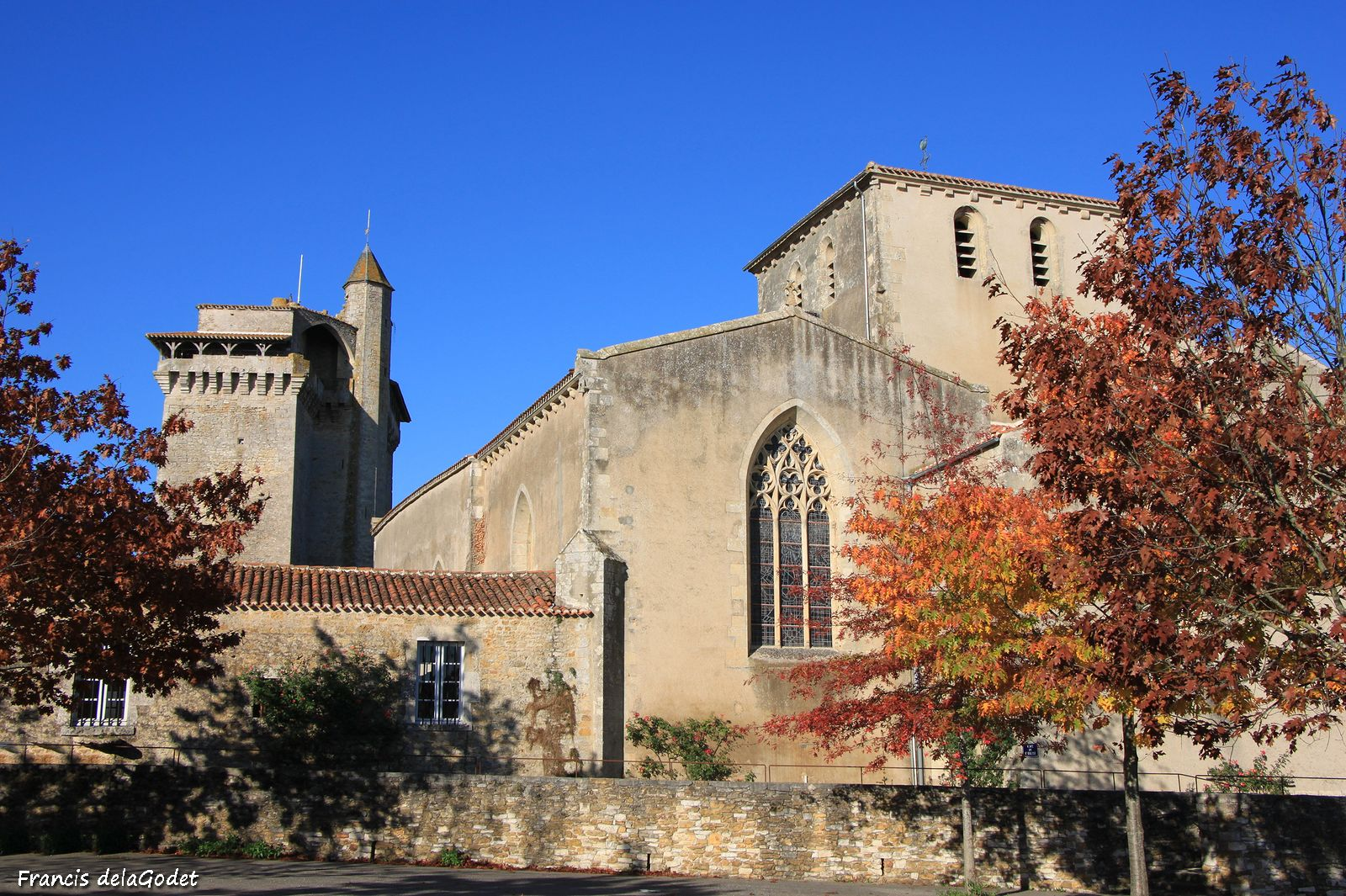
Église et donjon.

## Politique et administration

### Liste des maires
| Période                                  | Période              | Identité                    | Étiquette | Qualité                                                                |
| ---------------------------------------- | -------------------- | --------------------------- | --------- | ---------------------------------------------------------------------- |
| Les données manquantes sont à compléter. |                      |                             |           |                                                                        |
| 1804                                     | 1830                 | Philippe-Henri Jouffrion    |           | Propriétaire                                                           |
| 1830                                     | 1832                 | François Gabriel Bonnaud    |           | Affranchisseur                                                         |
| février 1832                             | mai 1832             | Pierre Baptiste Perrochain  |           | Marchand boulanger et propriétaire, adjoint intérimaire                |
| mai 1832                                 | novembre 1833        | Alexandre Napoléon Bonnaud  |           | Propriétaire                                                           |
| novembre 1833                            | janvier 1834         | Pierre Milet                |           | Adjoint intérimaire                                                    |
| janvier 1834                             | mars 1835            | Pierre Baptiste Perrochain  |           | Marchand boulanger et propriétaire                                     |
| mars 1835                                | juillet 1852         | Alexandre Napoléon Bonnaud  |           | Propriétaire                                                           |
| juillet 1852                             | novembre 1852        | Pierre Baptiste Perrochain  |           | Marchand boulanger et propriétaire                                     |
| novembre 1852                            | juin 1860            | Alexandre Napoléon Bonnaud  |           | Propriétaire                                                           |
| octobre 1860                             | février 1874         | Eugène Perraud              |           | Propriétaire                                                           |
| mars 1874                                | mai 1876 (démission) | Paul Frédéric des Nouhes    |           | Propriétaire                                                           |
| mai 1876                                 | août 1876            | Eugène Perraud              |           | Propriétaire                                                           |
| août 1876                                | octobre 1876         | Alfred Roulleau             |           | Propriétaire                                                           |
| octobre 1876                             | mai 1898 (décès)     | Eugène Perraud              |           | Propriétaire                                                           |
| août 1898                                | octobre 1900         | André Loyau                 |           | Propriétaire                                                           |
| octobre 1900                             | mai 1912             | Jacques Chamare             |           |                                                                        |
| mai 1912                                 | mars 1971            | Simon Louvart de Pontlevoye |           |                                                                        |
| mars 1971                                | mars 1977            | Jean Raingeaud              |           |                                                                        |
| mars 1977                                | 1988 (démission)     | Benjamin Guilbaud           |           |                                                                        |
| 1988                                     | juin 1995            | Claude Maurin               |           | Ancien directeur de l'IFREMER Chevalier de la Légion d'honneur         |
| juin 1995                                | 18 mai 2020          | Éric Rambaud,               | DVD       | Formateur Président de la CC du Pays-de-la-Châtaigneraie (2008 → 2020) |
| 18 mai 2020                              | En cours             | Philippe Richier            |           | Cadre retraité                                                         |

## Population et société

### Démographie

#### Évolution démographique
L'évolution du nombre d'habitants est connue à travers les recensements de la population effectués dans la commune depuis 1793. Pour les communes de moins de 10 000 habitants, une enquête de recensement portant sur toute la population est réalisée tous les cinq ans, les populations de référence des années intermédiaires étant quant à elles estimées par interpolation ou extrapolation. Pour la commune, le premier recensement exhaustif entrant dans le cadre du nouveau dispositif a été réalisé en 2008.

En 2022, la commune comptait 1 161 habitants, en évolution de +0,26 % par rapport à 2016 (Vendée : +5,33 %, France hors Mayotte : +2,11 %).
| 1793  | 1800  | 1806  | 1821  | 1831  | 1836  | 1841  | 1846  | 1851  |
| ----- | ----- | ----- | ----- | ----- | ----- | ----- | ----- | ----- |
| 1 600 | 1 246 | 1 503 | 1 738 | 1 748 | 1 760 | 1 820 | 1 977 | 1 988 |

| 1856  | 1861  | 1866  | 1872  | 1876  | 1881  | 1886  | 1891  | 1896  |
| ----- | ----- | ----- | ----- | ----- | ----- | ----- | ----- | ----- |
| 1 964 | 1 913 | 1 997 | 1 947 | 1 950 | 1 993 | 1 997 | 2 009 | 1 913 |

| 1901  | 1906  | 1911  | 1921  | 1926  | 1931  | 1936  | 1946  | 1954  |
| ----- | ----- | ----- | ----- | ----- | ----- | ----- | ----- | ----- |
| 1 926 | 1 896 | 1 853 | 1 724 | 1 726 | 1 726 | 1 688 | 1 575 | 1 592 |

| 1962  | 1968  | 1975  | 1982  | 1990 | 1999  | 2006  | 2008  | 2013  |
| ----- | ----- | ----- | ----- | ---- | ----- | ----- | ----- | ----- |
| 1 507 | 1 387 | 1 180 | 1 097 | 987  | 1 053 | 1 126 | 1 150 | 1 170 |

| 2018  | 2022  | - | - | - | - | - | - | - |
| ----- | ----- | - | - | - | - | - | - | - |
| 1 149 | 1 161 | - | - | - | - | - | - | - |

#### Pyramide des âges
En 2018, le taux de personnes d'un âge inférieur à 30 ans s'élève à 35,1 %, soit au-dessus de la moyenne départementale (31,6 %). À l'inverse, le taux de personnes d'âge supérieur à 60 ans est de 26,6 % la même année, alors qu'il est de 31,0 % au niveau départemental.
En 2018, la commune comptait 564 hommes pour 585 femmes, soit un taux de 50,91 % de femmes, légèrement inférieur au taux départemental (51,16 %).
Les pyramides des âges de la commune et du département s'établissent comme suit.
| Hommes | Classe d’âge | Femmes |
| ------ | ------------ | ------ |
| 0,9    | 90 ou +      | 0,9    |
| 8,0    | 75-89 ans    | 10,6   |
| 16,7   | 60-74 ans    | 16,2   |
| 23,8   | 45-59 ans    | 20,3   |
| 17,4   | 30-44 ans    | 15,2   |
| 14,7   | 15-29 ans    | 15,9   |
| 18,6   | 0-14 ans     | 20,9   |

| Hommes | Classe d’âge | Femmes |
| ------ | ------------ | ------ |
| 0,8    | 90 ou +      | 2,2    |
| 8,7    | 75-89 ans    | 11,1   |
| 20,3   | 60-74 ans    | 21,3   |
| 20     | 45-59 ans    | 19,4   |
| 17,5   | 30-44 ans    | 16,8   |
| 15     | 15-29 ans    | 13,2   |
| 17,7   | 0-14 ans     | 16,1   |

## Personnalités liées à la commune
- Régnault Girard (vers 1400-1463), diplomate français, ambassadeur de Charles VII en Écosse, seigneur de Bazoges-en-Pareds.
- Jean III Girard, seigneur de Bazoges (1505-1563), conseiller et panetier des rois François Ier et Henri II, constructeur du château de la Guignardière.
- Famille Girard de Bazoges, famille de haute noblesse proche des rois de France aux XVe – XVIe siècles, seigneurs de Bazoges
- Marie-Madeleine de la Vieuville, dite « Madame de Parabère », amante du Régent, épouse de César-Alexandre de Baudéan, comte de Parabère, seigneur de Bazoges et d'autres lieux.
- François-Anne-Jacques Bouron (1752-1832), châtelain de Velaudin (Bazoges-en-Pareds), Premier représentant du Tiers État du Poitou aux États Généraux de 1789, député, procureur syndic du département de la Vendée.
- Auguste-François Lièvre (1828-1898), pasteur, auteur des « Martyrs Poitevins » y est né.
- Simon Louvart de Pontlevoye (1879-1973) : chevalier de la Légion d'honneur, officier de l'Ordre national du Mérite, châtelain de Velaudin, maire de Bazoges-en-Pareds pendant 59 ans, de 1912 à 1971.
- Paul-Henri Tisseau (1894-1964), traducteur, avec sa fille Else-Marie Jacquet-Tisseau (1925-2003), des Œuvres complètes (20 volumes) du premier philosophe existentialiste, le Danois Søren Kierkegaard.
- Charles-Alphonse Gachet (1911-1984), prélat français, premier évêque de Sainte-Lucie (1957-1974) puis archevêque émérite de Castries (Sainte-Lucie) (1974-1984), né à Bazoges-en-Pareds.